# Campeonato Brasileiro de Futebol de 2016 - Série B
A Série B do Campeonato Brasileiro de Futebol de 2016, oficialmente Brasileirão Chevrolet 2016 – Série B por motivos de patrocínio, foi a 35.ª edição da competição de futebol realizada no Brasil, equivalente à segunda divisão. Foi disputada por 20 clubes, dos quais os quatro primeiros colocados tiveram acesso à Série A de 2017 e os quatro últimos foram rebaixados à Série C de 2017.
Até então, esta foi a edição com o maior número de equipes do Sul do país desde que o sistema de pontos corridos foi implementado, em 2006. Com os paranaenses Londrina e Paraná, os catarinenses Avaí, Criciúma e Joinville, e o gaúcho Brasil de Pelotas, os sulistas tiveram seis representantes na disputa, liderando o ranking por região. O Nordeste contou com cinco representantes, seguido pelas regiões Sudeste e Centro-Oeste, com quatro times cada. A região Norte teve apenas um participante. A edição de 2016 também marcou a primeira vez, desde o início dos pontos corridos, em que o estado de São Paulo não possuiu o maior número de equipes participantes, atrás de Goiás e Santa Catarina.
A primeira equipe a garantir matematicamente o acesso para a Série A de 2017 foi o Atlético Goianiense, com três rodadas de antecedência, após derrotar o Londrina por 3–2, fora de casa. Na rodada seguinte, o clube goiano faturou também o título da competição após vencer o Tupi por 5–3, no Estádio Olímpico, em Goiânia. O segundo time promovido foi o Avaí, após vencer o Londrina por 1–0, fora de casa, na penúltima rodada. Vasco da Gama e Bahia completaram a lista de promovidos na última rodada: a equipe carioca venceu o Ceará, de virada, por 2–1, no Maracanã; enquanto o clube baiano garantiu o acesso mesmo com derrota por 2–1 para o campeão Atlético Goianiense, no Estádio Olímpico, em Goiânia.
O primeiro time a confirmar o rebaixamento à Série C de 2017 foi o Sampaio Corrêa ao perder para o Bahia por 1–0, na Arena Fonte Nova, a três rodadas do fim. Na 36ª rodada, o Tupi foi a segunda equipe com o descenso confirmado graças à derrota por 5–3 para o Atlético Goianiense, fora de casa. Uma rodada depois, o Bragantino também teve a queda decretada após perder para o Bahia por 3–2, na Arena Fonte Nova. O Joinville completou a relação de rebaixados na última rodada, mesmo com a vitória por 4–2, na Arena Joinville, diante do Vila Nova.

## Regulamento
A Série B foi disputada por 20 clubes no sistema de ida e volta por pontos corridos pelo décimo ano consecutivo. Em cada turno, os times jogaram entre si uma única vez. Os jogos do primeiro turno foram realizados na mesma ordem no segundo turno, apenas com o mando de campo invertido. Não houve campeões por turnos, sendo declarado campeão o time que obteve o maior número de pontos após as 38 rodadas. Ao final, os quatro primeiros times ascenderam para a Série A de 2017, da mesma forma que os quatro últimos caíram para a Série C do ano seguinte.

### Critérios de desempate
Em caso de empate por pontos entre dois clubes, os critérios de desempate foram aplicados na seguinte ordem:
1. Número de vitórias
2. Saldo de gols
3. Gols marcados
4. Confronto direto
5. Número de cartões vermelhos
6. Número de cartões amarelos
7. Sorteio

## Transmissão
Desde 2005, a Globosat detém os direitos de transmissão da Série B.[carece de fontes?] A Rede Globo e/ou suas afiliadas transmitem no máximo três partidas por semana em âmbito regional na TV aberta, enquanto o SporTV faz a transmissão na TV por assinatura.
A Rede Globo sub-licencia os direitos para outras duas emissoras na TV aberta: a RedeTV! transmite a Série B desde 2014 e a TV Brasil transmite a competição desde 2015.

## Participantes
| Equipe              | Cidade             | Estado | Em 2015       | Estádio (mando)    | Capacidade | Títulos        |
| ------------------- | ------------------ | ------ | ------------- | ------------------ | ---------- | -------------- |
| Atlético Goianiense | Goiânia            | GO     | 14º           | Serra Dourada      | 42 000     | 0 (não possui) |
| Avaí                | Florianópolis      | SC     | 17° (Série A) | Ressacada          | 17 826     | 0 (não possui) |
| Bahia               | Salvador           | BA     | 9º            | Arena Fonte Nova   | 50 025     | 0 (não possui) |
| Bragantino          | Bragança Paulista  | SP     | 6º            | Nabi Abi Chedid    | 17 128     | 1 (1989)       |
| Brasil de Pelotas   | Pelotas            | RS     | 4º (Série C)  | Bento Freitas      | 10 400     | 0 (não possui) |
| Ceará               | Fortaleza          | CE     | 15º           | Arena Castelão     | 63 903     | 0 (não possui) |
| CRB                 | Maceió             | AL     | 11º           | Rei Pelé           | 17 126     | 0 (não possui) |
| Criciúma            | Criciúma           | SC     | 12º           | Heriberto Hülse    | 19 900     | 1 (2002)       |
| Goiás               | Goiânia            | GO     | 19° (Série A) | Serra Dourada      | 42 000     | 2 (1999, 2012) |
| Joinville           | Joinville          | SC     | 20º (Série A) | Arena Joinville    | 22 000     | 1 (2014)       |
| Londrina            | Londrina           | PR     | 2º (Série C)  | Estádio do Café    | 31 000     | 1 (1980)       |
| Luverdense          | Lucas do Rio Verde | MT     | 10º           | Passo das Emas     | 10 000     | 0 (não possui) |
| Náutico             | Recife             | PE     | 5º            | Arena Pernambuco   | 44 300     | 0 (não possui) |
| Oeste               | Itápolis           | SP     | 16°           | Arena Barueri[OES] | 31 452     | 0 (não possui) |
| Paraná              | Curitiba           | PR     | 13º           | Vila Capanema      | 20 083     | 1 (1992)       |
| Paysandu            | Belém              | PA     | 7º            | Curuzu             | 16 200     | 2 (1991, 2001) |
| Sampaio Corrêa      | São Luís           | MA     | 8º            | Castelão           | 40 149     | 1 (1972)       |
| Tupi                | Juiz de Fora       | MG     | 3° (Série C)  | Mario Helênio      | 30 000     | 0 (não possui) |
| Vasco da Gama       | Rio de Janeiro     | RJ     | 18° (Série A) | São Januário       | 24 584     | 1 (2009)       |
| Vila Nova           | Goiânia            | GO     | 1º (Série C)  | Serra Dourada      | 42 000     | 0 (não possui) |

Notas
- OES. ^  O Estádio dos Amaros estava interditado para partidas de futebol. Em um acordo com o Osasco Audax, que disputou a Série D de 2016, o Oeste mandou seus jogos na Arena Barueri, em Barueri.[18]

## Estádios
| Atlético-GO | Avaí | Bahia | Bragantino | Brasil de Pelotas | Ceará              |
| --- | --- | --- | --- | --- | ------------------ |
| Serra Dourada | Ressacada | Arena Fonte Nova | Nabi Abi Chedid | Bento Freitas | Arena Castelão     |
| Capacidade: 42 000 | Capacidade: 17 826 | Capacidade: 50 025 | Capacidade: 17 128 | Capacidade: 10 400 | Capacidade: 63 903 |
| | | | | |                    |
| CRB | \| Atlético-GO Avaí Bragantino Ceará CRB Criciúma Goiás Luverdense Náutico Oeste Paysandu Paraná Sampaio Corrêa Bahia Joinville Brasil de Pelotas Londrina Vasco Vila Nova TupiLocalização das equipes participantes da Série B de 2016. \| | \| Atlético-GO Avaí Bragantino Ceará CRB Criciúma Goiás Luverdense Náutico Oeste Paysandu Paraná Sampaio Corrêa Bahia Joinville Brasil de Pelotas Londrina Vasco Vila Nova TupiLocalização das equipes participantes da Série B de 2016. \| | \| Atlético-GO Avaí Bragantino Ceará CRB Criciúma Goiás Luverdense Náutico Oeste Paysandu Paraná Sampaio Corrêa Bahia Joinville Brasil de Pelotas Londrina Vasco Vila Nova TupiLocalização das equipes participantes da Série B de 2016. \| | \| Atlético-GO Avaí Bragantino Ceará CRB Criciúma Goiás Luverdense Náutico Oeste Paysandu Paraná Sampaio Corrêa Bahia Joinville Brasil de Pelotas Londrina Vasco Vila Nova TupiLocalização das equipes participantes da Série B de 2016. \| | Criciúma           |
| Rei Pelé | \| Atlético-GO Avaí Bragantino Ceará CRB Criciúma Goiás Luverdense Náutico Oeste Paysandu Paraná Sampaio Corrêa Bahia Joinville Brasil de Pelotas Londrina Vasco Vila Nova TupiLocalização das equipes participantes da Série B de 2016. \| | \| Atlético-GO Avaí Bragantino Ceará CRB Criciúma Goiás Luverdense Náutico Oeste Paysandu Paraná Sampaio Corrêa Bahia Joinville Brasil de Pelotas Londrina Vasco Vila Nova TupiLocalização das equipes participantes da Série B de 2016. \| | \| Atlético-GO Avaí Bragantino Ceará CRB Criciúma Goiás Luverdense Náutico Oeste Paysandu Paraná Sampaio Corrêa Bahia Joinville Brasil de Pelotas Londrina Vasco Vila Nova TupiLocalização das equipes participantes da Série B de 2016. \| | \| Atlético-GO Avaí Bragantino Ceará CRB Criciúma Goiás Luverdense Náutico Oeste Paysandu Paraná Sampaio Corrêa Bahia Joinville Brasil de Pelotas Londrina Vasco Vila Nova TupiLocalização das equipes participantes da Série B de 2016. \| | Heriberto Hülse    |
| Capacidade: 17 126 | \| Atlético-GO Avaí Bragantino Ceará CRB Criciúma Goiás Luverdense Náutico Oeste Paysandu Paraná Sampaio Corrêa Bahia Joinville Brasil de Pelotas Londrina Vasco Vila Nova TupiLocalização das equipes participantes da Série B de 2016. \| | \| Atlético-GO Avaí Bragantino Ceará CRB Criciúma Goiás Luverdense Náutico Oeste Paysandu Paraná Sampaio Corrêa Bahia Joinville Brasil de Pelotas Londrina Vasco Vila Nova TupiLocalização das equipes participantes da Série B de 2016. \| | \| Atlético-GO Avaí Bragantino Ceará CRB Criciúma Goiás Luverdense Náutico Oeste Paysandu Paraná Sampaio Corrêa Bahia Joinville Brasil de Pelotas Londrina Vasco Vila Nova TupiLocalização das equipes participantes da Série B de 2016. \| | \| Atlético-GO Avaí Bragantino Ceará CRB Criciúma Goiás Luverdense Náutico Oeste Paysandu Paraná Sampaio Corrêa Bahia Joinville Brasil de Pelotas Londrina Vasco Vila Nova TupiLocalização das equipes participantes da Série B de 2016. \| | Capacidade: 19 900 |
| | \| Atlético-GO Avaí Bragantino Ceará CRB Criciúma Goiás Luverdense Náutico Oeste Paysandu Paraná Sampaio Corrêa Bahia Joinville Brasil de Pelotas Londrina Vasco Vila Nova TupiLocalização das equipes participantes da Série B de 2016. \| | \| Atlético-GO Avaí Bragantino Ceará CRB Criciúma Goiás Luverdense Náutico Oeste Paysandu Paraná Sampaio Corrêa Bahia Joinville Brasil de Pelotas Londrina Vasco Vila Nova TupiLocalização das equipes participantes da Série B de 2016. \| | \| Atlético-GO Avaí Bragantino Ceará CRB Criciúma Goiás Luverdense Náutico Oeste Paysandu Paraná Sampaio Corrêa Bahia Joinville Brasil de Pelotas Londrina Vasco Vila Nova TupiLocalização das equipes participantes da Série B de 2016. \| | \| Atlético-GO Avaí Bragantino Ceará CRB Criciúma Goiás Luverdense Náutico Oeste Paysandu Paraná Sampaio Corrêa Bahia Joinville Brasil de Pelotas Londrina Vasco Vila Nova TupiLocalização das equipes participantes da Série B de 2016. \| |                    |
| Goiás | \| Atlético-GO Avaí Bragantino Ceará CRB Criciúma Goiás Luverdense Náutico Oeste Paysandu Paraná Sampaio Corrêa Bahia Joinville Brasil de Pelotas Londrina Vasco Vila Nova TupiLocalização das equipes participantes da Série B de 2016. \| | \| Atlético-GO Avaí Bragantino Ceará CRB Criciúma Goiás Luverdense Náutico Oeste Paysandu Paraná Sampaio Corrêa Bahia Joinville Brasil de Pelotas Londrina Vasco Vila Nova TupiLocalização das equipes participantes da Série B de 2016. \| | \| Atlético-GO Avaí Bragantino Ceará CRB Criciúma Goiás Luverdense Náutico Oeste Paysandu Paraná Sampaio Corrêa Bahia Joinville Brasil de Pelotas Londrina Vasco Vila Nova TupiLocalização das equipes participantes da Série B de 2016. \| | \| Atlético-GO Avaí Bragantino Ceará CRB Criciúma Goiás Luverdense Náutico Oeste Paysandu Paraná Sampaio Corrêa Bahia Joinville Brasil de Pelotas Londrina Vasco Vila Nova TupiLocalização das equipes participantes da Série B de 2016. \| | Joinville          |
| Serra Dourada | \| Atlético-GO Avaí Bragantino Ceará CRB Criciúma Goiás Luverdense Náutico Oeste Paysandu Paraná Sampaio Corrêa Bahia Joinville Brasil de Pelotas Londrina Vasco Vila Nova TupiLocalização das equipes participantes da Série B de 2016. \| | \| Atlético-GO Avaí Bragantino Ceará CRB Criciúma Goiás Luverdense Náutico Oeste Paysandu Paraná Sampaio Corrêa Bahia Joinville Brasil de Pelotas Londrina Vasco Vila Nova TupiLocalização das equipes participantes da Série B de 2016. \| | \| Atlético-GO Avaí Bragantino Ceará CRB Criciúma Goiás Luverdense Náutico Oeste Paysandu Paraná Sampaio Corrêa Bahia Joinville Brasil de Pelotas Londrina Vasco Vila Nova TupiLocalização das equipes participantes da Série B de 2016. \| | \| Atlético-GO Avaí Bragantino Ceará CRB Criciúma Goiás Luverdense Náutico Oeste Paysandu Paraná Sampaio Corrêa Bahia Joinville Brasil de Pelotas Londrina Vasco Vila Nova TupiLocalização das equipes participantes da Série B de 2016. \| | Arena Joinville    |
| Capacidade: 42 000 | \| Atlético-GO Avaí Bragantino Ceará CRB Criciúma Goiás Luverdense Náutico Oeste Paysandu Paraná Sampaio Corrêa Bahia Joinville Brasil de Pelotas Londrina Vasco Vila Nova TupiLocalização das equipes participantes da Série B de 2016. \| | \| Atlético-GO Avaí Bragantino Ceará CRB Criciúma Goiás Luverdense Náutico Oeste Paysandu Paraná Sampaio Corrêa Bahia Joinville Brasil de Pelotas Londrina Vasco Vila Nova TupiLocalização das equipes participantes da Série B de 2016. \| | \| Atlético-GO Avaí Bragantino Ceará CRB Criciúma Goiás Luverdense Náutico Oeste Paysandu Paraná Sampaio Corrêa Bahia Joinville Brasil de Pelotas Londrina Vasco Vila Nova TupiLocalização das equipes participantes da Série B de 2016. \| | \| Atlético-GO Avaí Bragantino Ceará CRB Criciúma Goiás Luverdense Náutico Oeste Paysandu Paraná Sampaio Corrêa Bahia Joinville Brasil de Pelotas Londrina Vasco Vila Nova TupiLocalização das equipes participantes da Série B de 2016. \| | Capacidade: 22 000 |
| | \| Atlético-GO Avaí Bragantino Ceará CRB Criciúma Goiás Luverdense Náutico Oeste Paysandu Paraná Sampaio Corrêa Bahia Joinville Brasil de Pelotas Londrina Vasco Vila Nova TupiLocalização das equipes participantes da Série B de 2016. \| | \| Atlético-GO Avaí Bragantino Ceará CRB Criciúma Goiás Luverdense Náutico Oeste Paysandu Paraná Sampaio Corrêa Bahia Joinville Brasil de Pelotas Londrina Vasco Vila Nova TupiLocalização das equipes participantes da Série B de 2016. \| | \| Atlético-GO Avaí Bragantino Ceará CRB Criciúma Goiás Luverdense Náutico Oeste Paysandu Paraná Sampaio Corrêa Bahia Joinville Brasil de Pelotas Londrina Vasco Vila Nova TupiLocalização das equipes participantes da Série B de 2016. \| | \| Atlético-GO Avaí Bragantino Ceará CRB Criciúma Goiás Luverdense Náutico Oeste Paysandu Paraná Sampaio Corrêa Bahia Joinville Brasil de Pelotas Londrina Vasco Vila Nova TupiLocalização das equipes participantes da Série B de 2016. \| |                    |
| Londrina | \| Atlético-GO Avaí Bragantino Ceará CRB Criciúma Goiás Luverdense Náutico Oeste Paysandu Paraná Sampaio Corrêa Bahia Joinville Brasil de Pelotas Londrina Vasco Vila Nova TupiLocalização das equipes participantes da Série B de 2016. \| | \| Atlético-GO Avaí Bragantino Ceará CRB Criciúma Goiás Luverdense Náutico Oeste Paysandu Paraná Sampaio Corrêa Bahia Joinville Brasil de Pelotas Londrina Vasco Vila Nova TupiLocalização das equipes participantes da Série B de 2016. \| | \| Atlético-GO Avaí Bragantino Ceará CRB Criciúma Goiás Luverdense Náutico Oeste Paysandu Paraná Sampaio Corrêa Bahia Joinville Brasil de Pelotas Londrina Vasco Vila Nova TupiLocalização das equipes participantes da Série B de 2016. \| | \| Atlético-GO Avaí Bragantino Ceará CRB Criciúma Goiás Luverdense Náutico Oeste Paysandu Paraná Sampaio Corrêa Bahia Joinville Brasil de Pelotas Londrina Vasco Vila Nova TupiLocalização das equipes participantes da Série B de 2016. \| | Luverdense         |
| Estádio do Café | \| Atlético-GO Avaí Bragantino Ceará CRB Criciúma Goiás Luverdense Náutico Oeste Paysandu Paraná Sampaio Corrêa Bahia Joinville Brasil de Pelotas Londrina Vasco Vila Nova TupiLocalização das equipes participantes da Série B de 2016. \| | \| Atlético-GO Avaí Bragantino Ceará CRB Criciúma Goiás Luverdense Náutico Oeste Paysandu Paraná Sampaio Corrêa Bahia Joinville Brasil de Pelotas Londrina Vasco Vila Nova TupiLocalização das equipes participantes da Série B de 2016. \| | \| Atlético-GO Avaí Bragantino Ceará CRB Criciúma Goiás Luverdense Náutico Oeste Paysandu Paraná Sampaio Corrêa Bahia Joinville Brasil de Pelotas Londrina Vasco Vila Nova TupiLocalização das equipes participantes da Série B de 2016. \| | \| Atlético-GO Avaí Bragantino Ceará CRB Criciúma Goiás Luverdense Náutico Oeste Paysandu Paraná Sampaio Corrêa Bahia Joinville Brasil de Pelotas Londrina Vasco Vila Nova TupiLocalização das equipes participantes da Série B de 2016. \| | Passo das Emas     |
| Capacidade: 31 000 | \| Atlético-GO Avaí Bragantino Ceará CRB Criciúma Goiás Luverdense Náutico Oeste Paysandu Paraná Sampaio Corrêa Bahia Joinville Brasil de Pelotas Londrina Vasco Vila Nova TupiLocalização das equipes participantes da Série B de 2016. \| | \| Atlético-GO Avaí Bragantino Ceará CRB Criciúma Goiás Luverdense Náutico Oeste Paysandu Paraná Sampaio Corrêa Bahia Joinville Brasil de Pelotas Londrina Vasco Vila Nova TupiLocalização das equipes participantes da Série B de 2016. \| | \| Atlético-GO Avaí Bragantino Ceará CRB Criciúma Goiás Luverdense Náutico Oeste Paysandu Paraná Sampaio Corrêa Bahia Joinville Brasil de Pelotas Londrina Vasco Vila Nova TupiLocalização das equipes participantes da Série B de 2016. \| | \| Atlético-GO Avaí Bragantino Ceará CRB Criciúma Goiás Luverdense Náutico Oeste Paysandu Paraná Sampaio Corrêa Bahia Joinville Brasil de Pelotas Londrina Vasco Vila Nova TupiLocalização das equipes participantes da Série B de 2016. \| | Capacidade: 10 000 |
| | \| Atlético-GO Avaí Bragantino Ceará CRB Criciúma Goiás Luverdense Náutico Oeste Paysandu Paraná Sampaio Corrêa Bahia Joinville Brasil de Pelotas Londrina Vasco Vila Nova TupiLocalização das equipes participantes da Série B de 2016. \| | \| Atlético-GO Avaí Bragantino Ceará CRB Criciúma Goiás Luverdense Náutico Oeste Paysandu Paraná Sampaio Corrêa Bahia Joinville Brasil de Pelotas Londrina Vasco Vila Nova TupiLocalização das equipes participantes da Série B de 2016. \| | \| Atlético-GO Avaí Bragantino Ceará CRB Criciúma Goiás Luverdense Náutico Oeste Paysandu Paraná Sampaio Corrêa Bahia Joinville Brasil de Pelotas Londrina Vasco Vila Nova TupiLocalização das equipes participantes da Série B de 2016. \| | \| Atlético-GO Avaí Bragantino Ceará CRB Criciúma Goiás Luverdense Náutico Oeste Paysandu Paraná Sampaio Corrêa Bahia Joinville Brasil de Pelotas Londrina Vasco Vila Nova TupiLocalização das equipes participantes da Série B de 2016. \| |                    |
| Náutico | \| Atlético-GO Avaí Bragantino Ceará CRB Criciúma Goiás Luverdense Náutico Oeste Paysandu Paraná Sampaio Corrêa Bahia Joinville Brasil de Pelotas Londrina Vasco Vila Nova TupiLocalização das equipes participantes da Série B de 2016. \| | \| Atlético-GO Avaí Bragantino Ceará CRB Criciúma Goiás Luverdense Náutico Oeste Paysandu Paraná Sampaio Corrêa Bahia Joinville Brasil de Pelotas Londrina Vasco Vila Nova TupiLocalização das equipes participantes da Série B de 2016. \| | \| Atlético-GO Avaí Bragantino Ceará CRB Criciúma Goiás Luverdense Náutico Oeste Paysandu Paraná Sampaio Corrêa Bahia Joinville Brasil de Pelotas Londrina Vasco Vila Nova TupiLocalização das equipes participantes da Série B de 2016. \| | \| Atlético-GO Avaí Bragantino Ceará CRB Criciúma Goiás Luverdense Náutico Oeste Paysandu Paraná Sampaio Corrêa Bahia Joinville Brasil de Pelotas Londrina Vasco Vila Nova TupiLocalização das equipes participantes da Série B de 2016. \| | Oeste              |
| Arena Pernambuco | \| Atlético-GO Avaí Bragantino Ceará CRB Criciúma Goiás Luverdense Náutico Oeste Paysandu Paraná Sampaio Corrêa Bahia Joinville Brasil de Pelotas Londrina Vasco Vila Nova TupiLocalização das equipes participantes da Série B de 2016. \| | \| Atlético-GO Avaí Bragantino Ceará CRB Criciúma Goiás Luverdense Náutico Oeste Paysandu Paraná Sampaio Corrêa Bahia Joinville Brasil de Pelotas Londrina Vasco Vila Nova TupiLocalização das equipes participantes da Série B de 2016. \| | \| Atlético-GO Avaí Bragantino Ceará CRB Criciúma Goiás Luverdense Náutico Oeste Paysandu Paraná Sampaio Corrêa Bahia Joinville Brasil de Pelotas Londrina Vasco Vila Nova TupiLocalização das equipes participantes da Série B de 2016. \| | \| Atlético-GO Avaí Bragantino Ceará CRB Criciúma Goiás Luverdense Náutico Oeste Paysandu Paraná Sampaio Corrêa Bahia Joinville Brasil de Pelotas Londrina Vasco Vila Nova TupiLocalização das equipes participantes da Série B de 2016. \| | Arena Barueri      |
| Capacidade: 44 300 | \| Atlético-GO Avaí Bragantino Ceará CRB Criciúma Goiás Luverdense Náutico Oeste Paysandu Paraná Sampaio Corrêa Bahia Joinville Brasil de Pelotas Londrina Vasco Vila Nova TupiLocalização das equipes participantes da Série B de 2016. \| | \| Atlético-GO Avaí Bragantino Ceará CRB Criciúma Goiás Luverdense Náutico Oeste Paysandu Paraná Sampaio Corrêa Bahia Joinville Brasil de Pelotas Londrina Vasco Vila Nova TupiLocalização das equipes participantes da Série B de 2016. \| | \| Atlético-GO Avaí Bragantino Ceará CRB Criciúma Goiás Luverdense Náutico Oeste Paysandu Paraná Sampaio Corrêa Bahia Joinville Brasil de Pelotas Londrina Vasco Vila Nova TupiLocalização das equipes participantes da Série B de 2016. \| | \| Atlético-GO Avaí Bragantino Ceará CRB Criciúma Goiás Luverdense Náutico Oeste Paysandu Paraná Sampaio Corrêa Bahia Joinville Brasil de Pelotas Londrina Vasco Vila Nova TupiLocalização das equipes participantes da Série B de 2016. \| | Capacidade: 31 452 |
| | \| Atlético-GO Avaí Bragantino Ceará CRB Criciúma Goiás Luverdense Náutico Oeste Paysandu Paraná Sampaio Corrêa Bahia Joinville Brasil de Pelotas Londrina Vasco Vila Nova TupiLocalização das equipes participantes da Série B de 2016. \| | \| Atlético-GO Avaí Bragantino Ceará CRB Criciúma Goiás Luverdense Náutico Oeste Paysandu Paraná Sampaio Corrêa Bahia Joinville Brasil de Pelotas Londrina Vasco Vila Nova TupiLocalização das equipes participantes da Série B de 2016. \| | \| Atlético-GO Avaí Bragantino Ceará CRB Criciúma Goiás Luverdense Náutico Oeste Paysandu Paraná Sampaio Corrêa Bahia Joinville Brasil de Pelotas Londrina Vasco Vila Nova TupiLocalização das equipes participantes da Série B de 2016. \| | \| Atlético-GO Avaí Bragantino Ceará CRB Criciúma Goiás Luverdense Náutico Oeste Paysandu Paraná Sampaio Corrêa Bahia Joinville Brasil de Pelotas Londrina Vasco Vila Nova TupiLocalização das equipes participantes da Série B de 2016. \| |                    |
| Paraná | Paysandu | Sampaio Corrêa | Tupi | Vasco da Gama | Vila Nova          |
| Vila Capanema | Curuzu | Castelão | Mario Helênio | São Januário | Serra Dourada      |
| Capacidade: 20 083 | Capacidade: 16 200 | Capacidade: 40 149 | Capacidade: 30 000 | Capacidade: 24 584 | Capacidade: 42 000 |
| | | | | |                    |
| Atlético-GO Avaí Bragantino Ceará CRB Criciúma Goiás Luverdense Náutico Oeste Paysandu Paraná Sampaio Corrêa Bahia Joinville Brasil de Pelotas Londrina Vasco Vila Nova TupiLocalização das equipes participantes da Série B de 2016. | | | | |                    |

### Outros estádios
Além dos estádios de mando usual, outros estádios foram utilizados devido a punições de perda de mando de campo impostas pelo Superior Tribunal de Justiça Desportiva ou por conta de problemas de interdição dos estádios usuais ou simplesmente por opção dos clubes em mandar seus jogos em outros locais, geralmente buscando uma melhor renda.

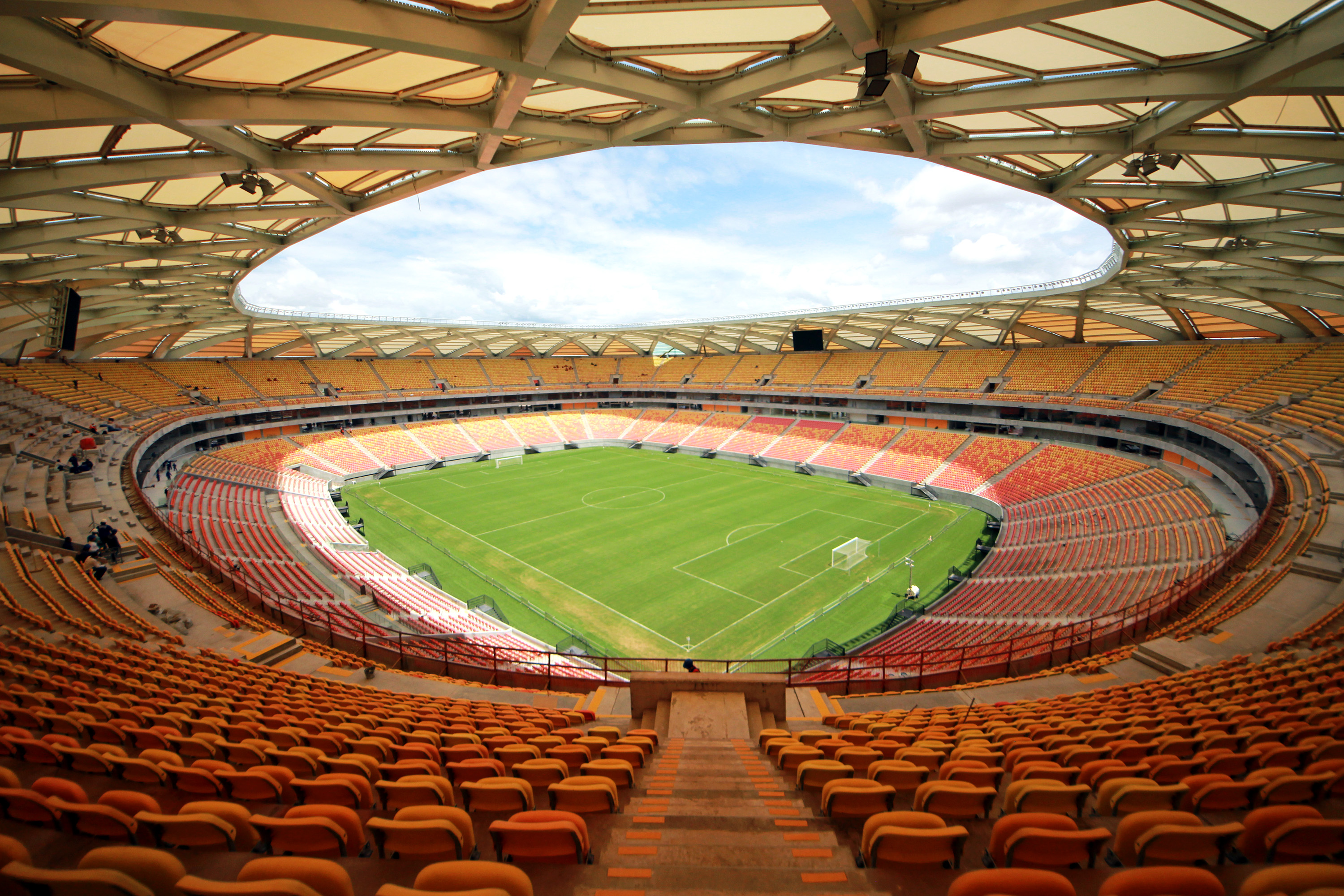
Arena da Amazônia (Manaus)
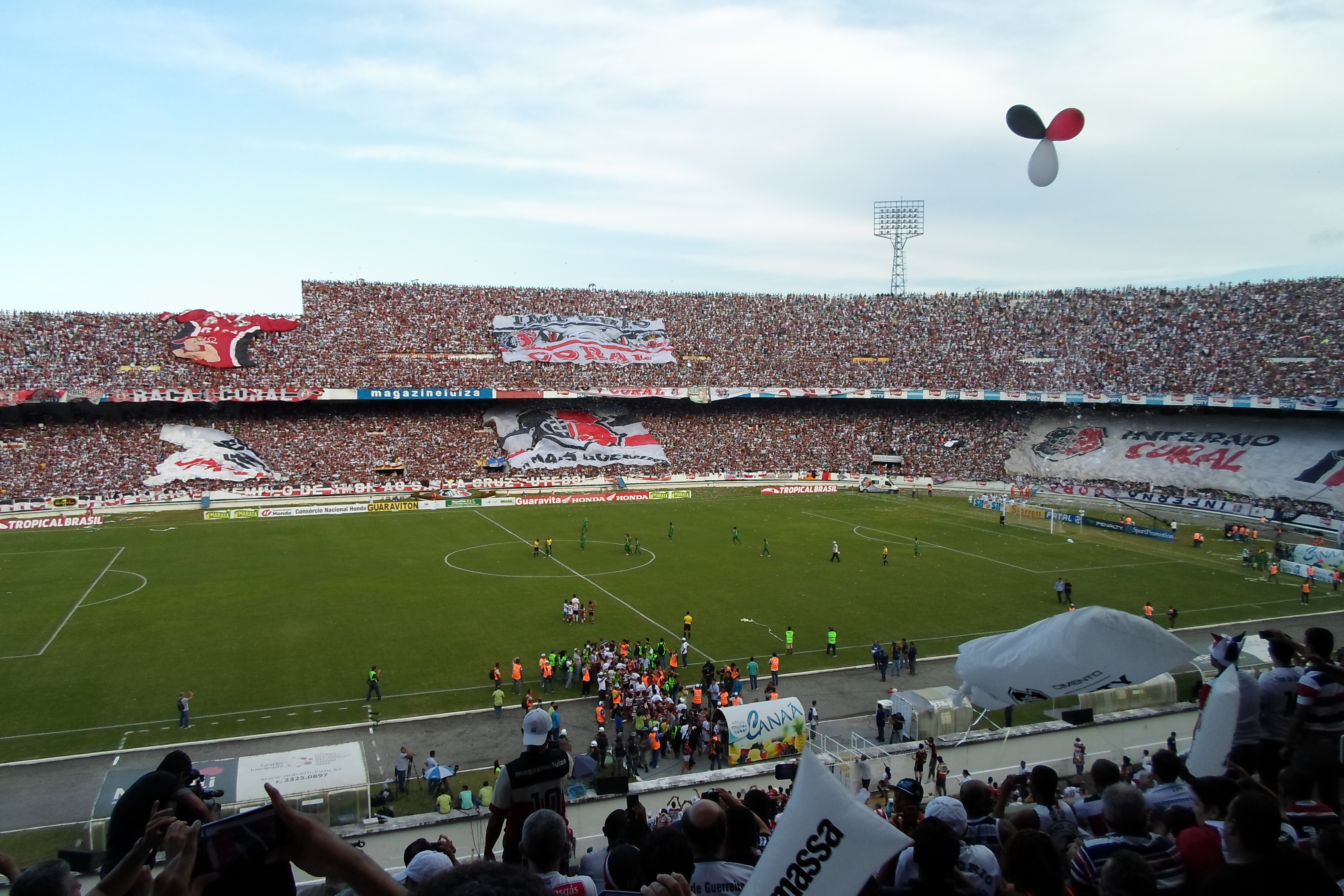
Arruda (Recife)
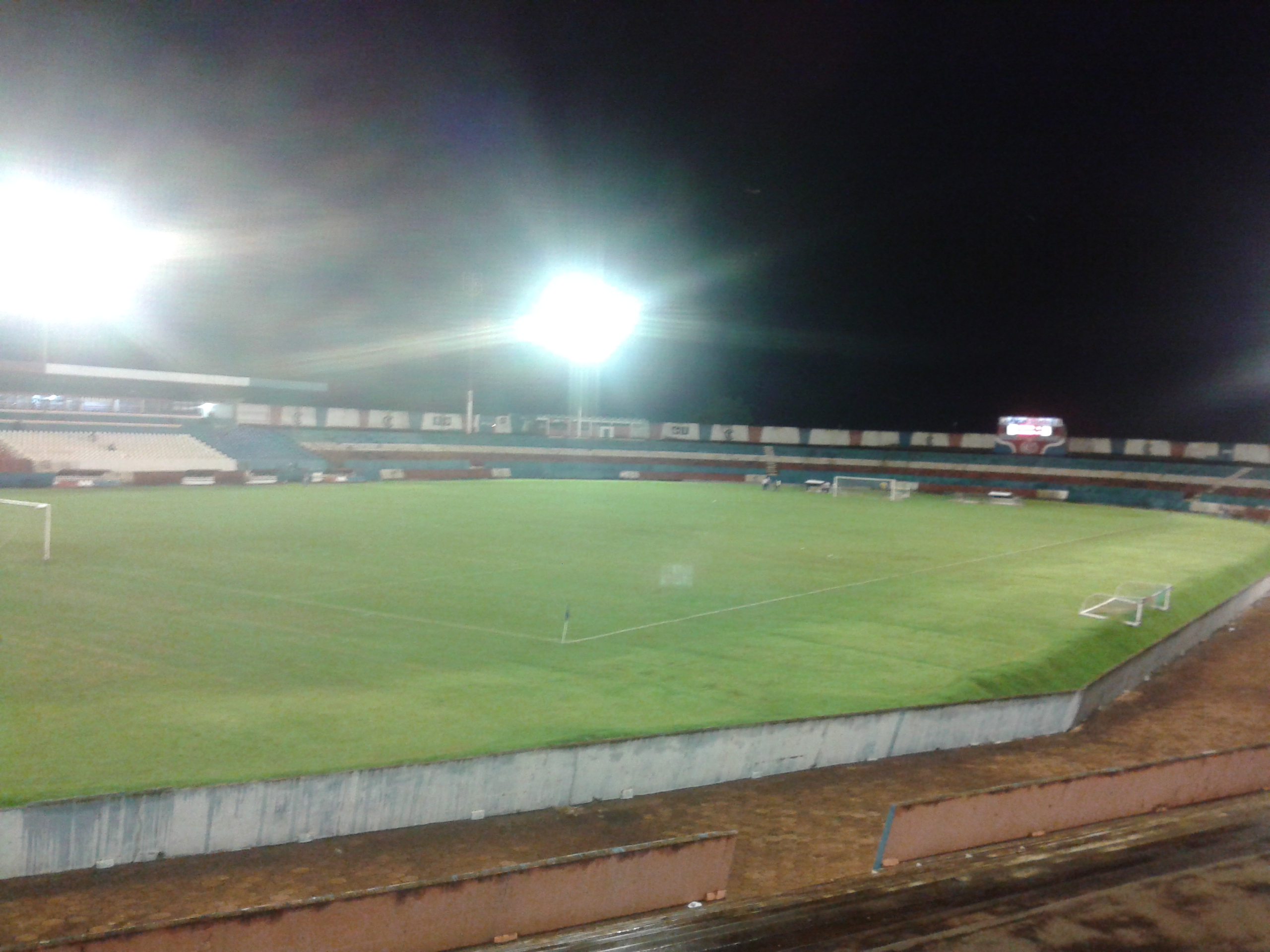
JK (Itumbiara)
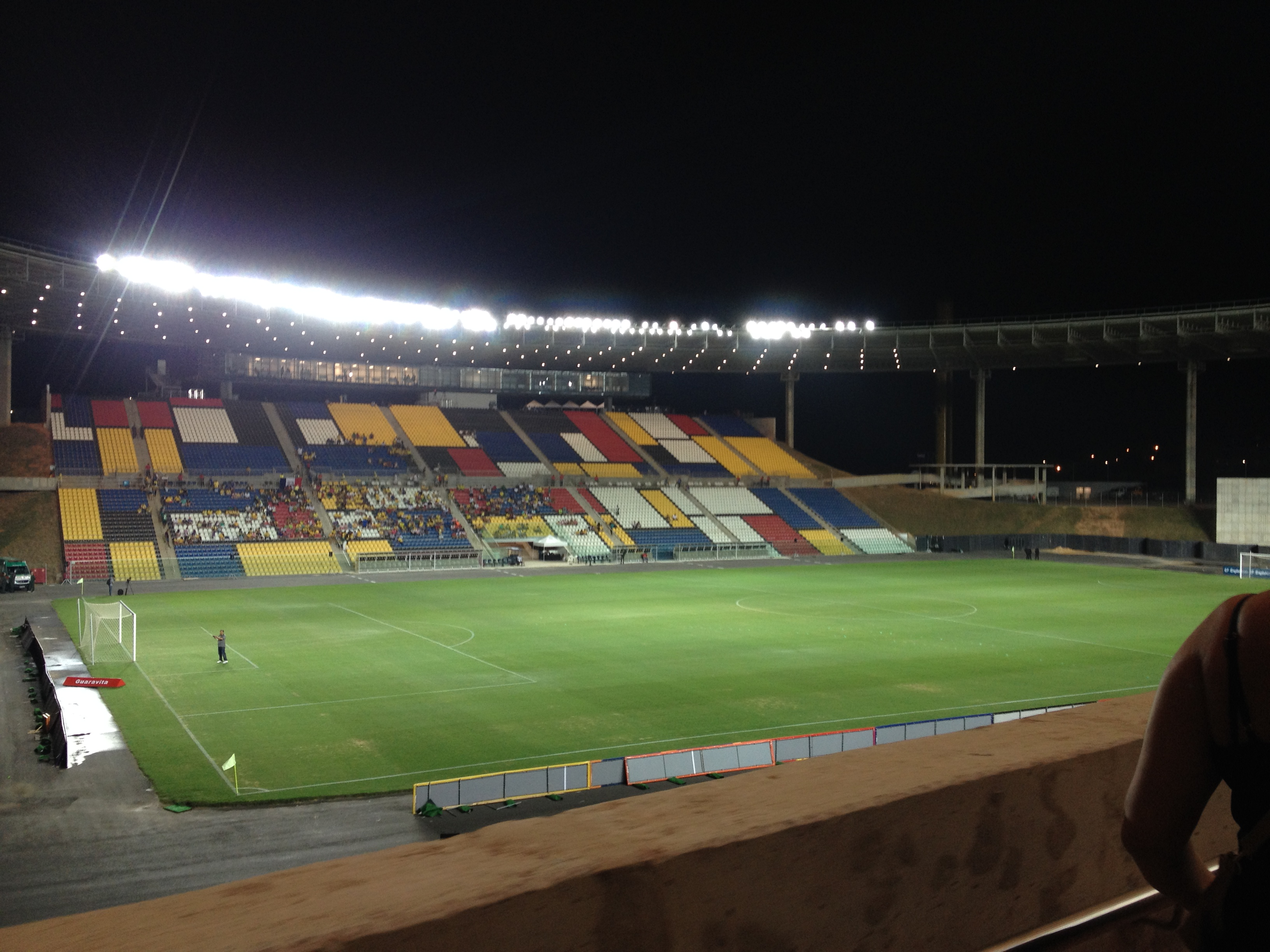
Kleber Andrade (Cariacica)
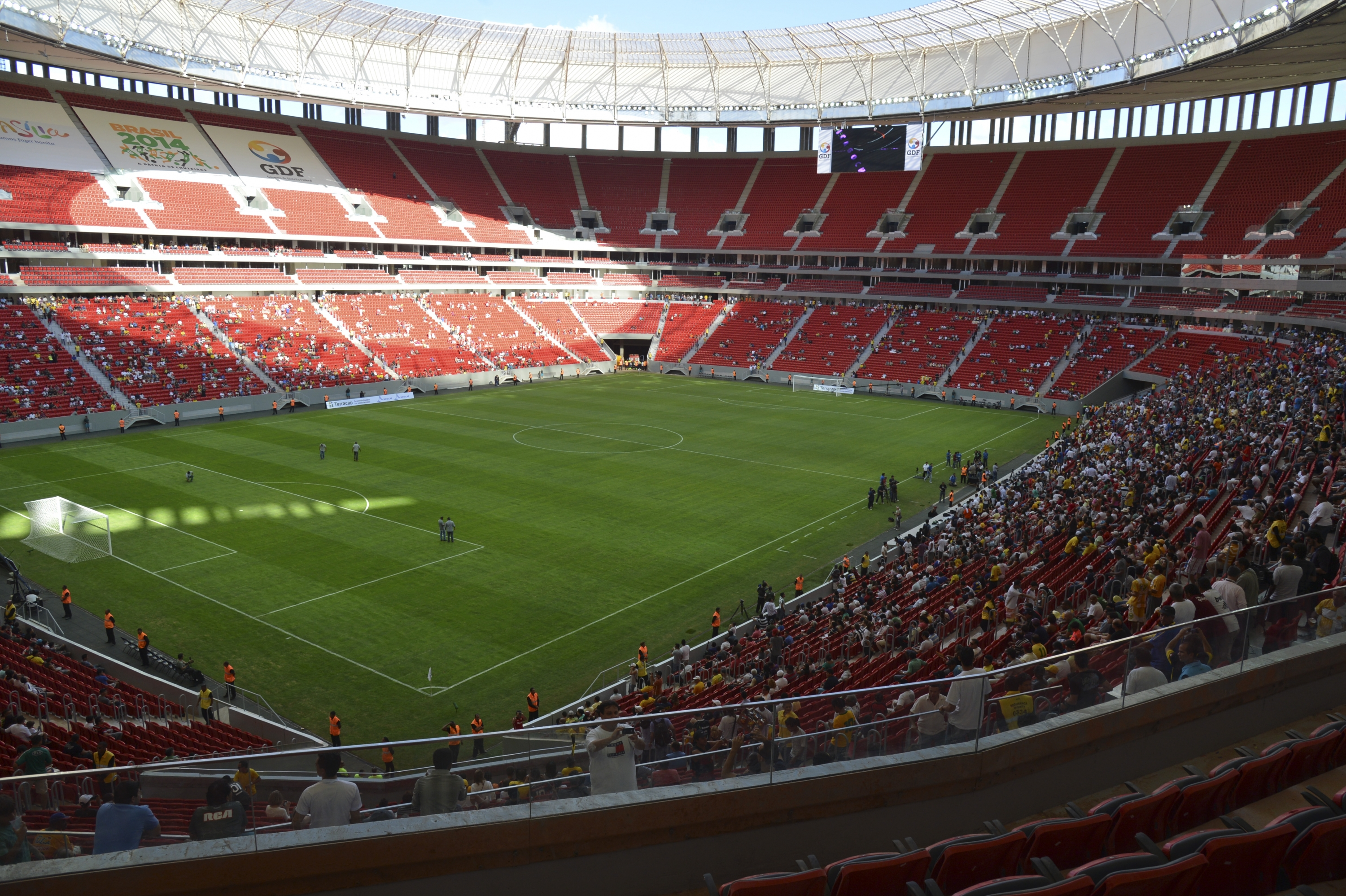
Mané Garrincha (Brasília)
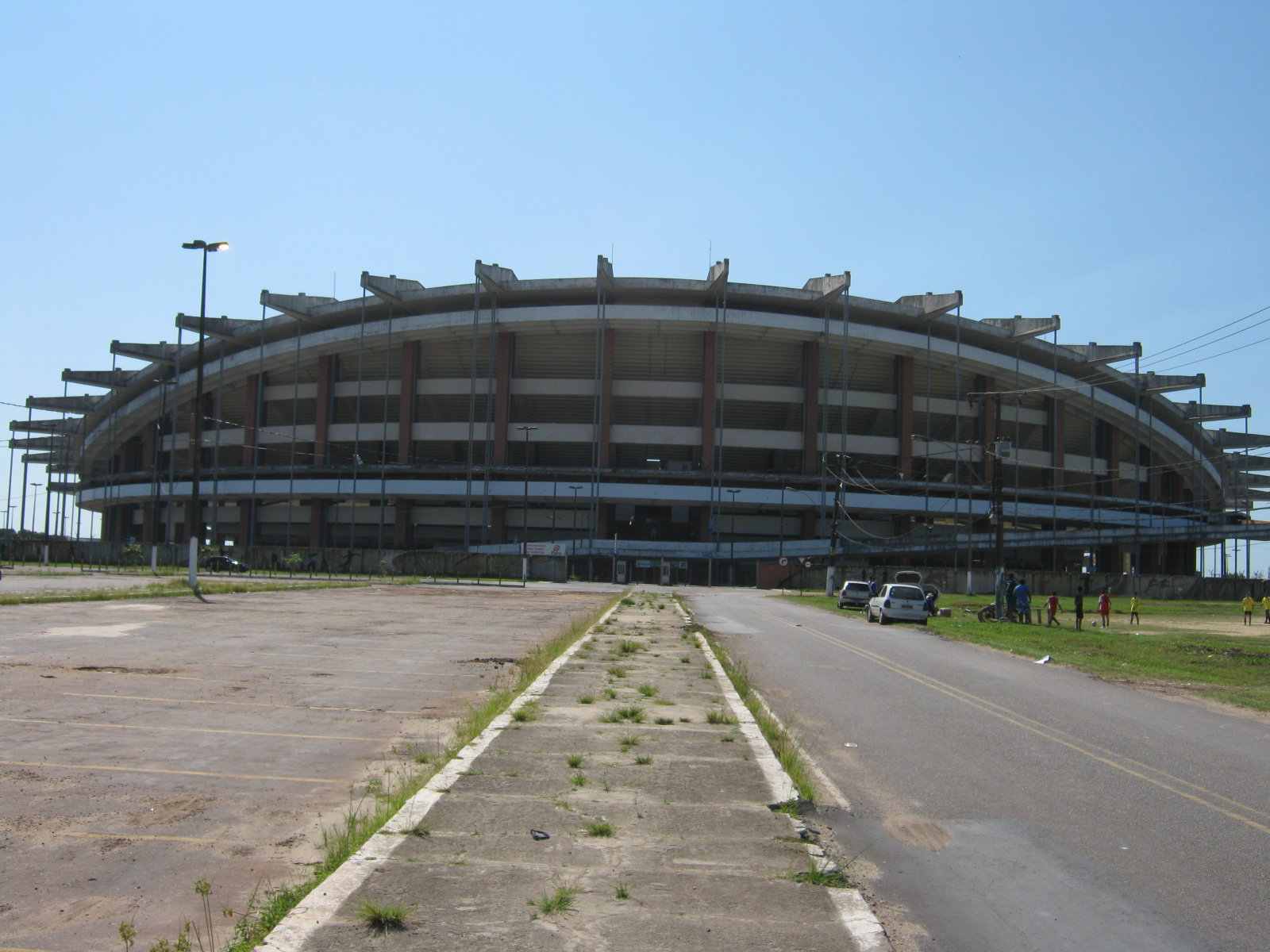
Mangueirão (Belém)
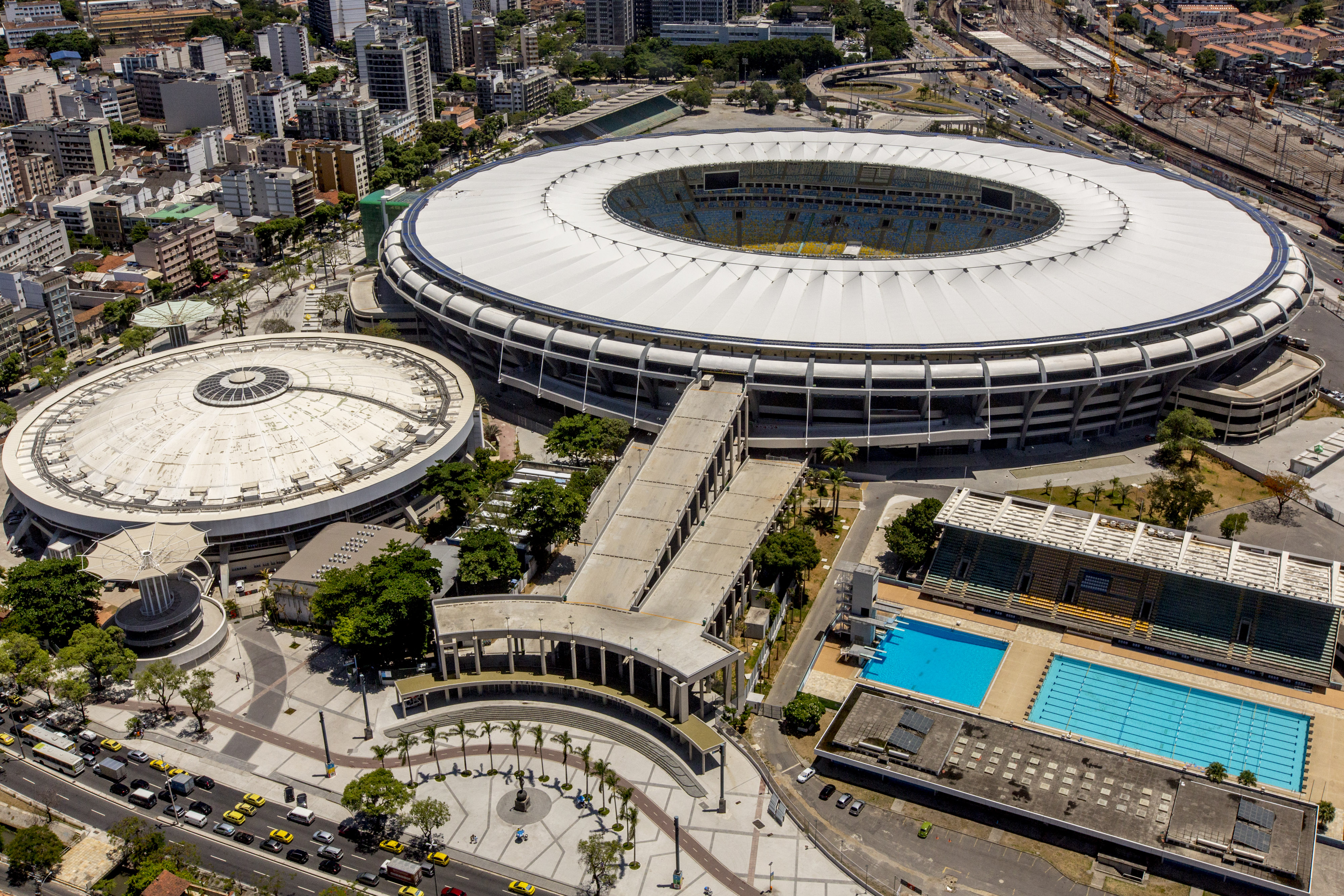
Maracanã (Rio de Janeiro)
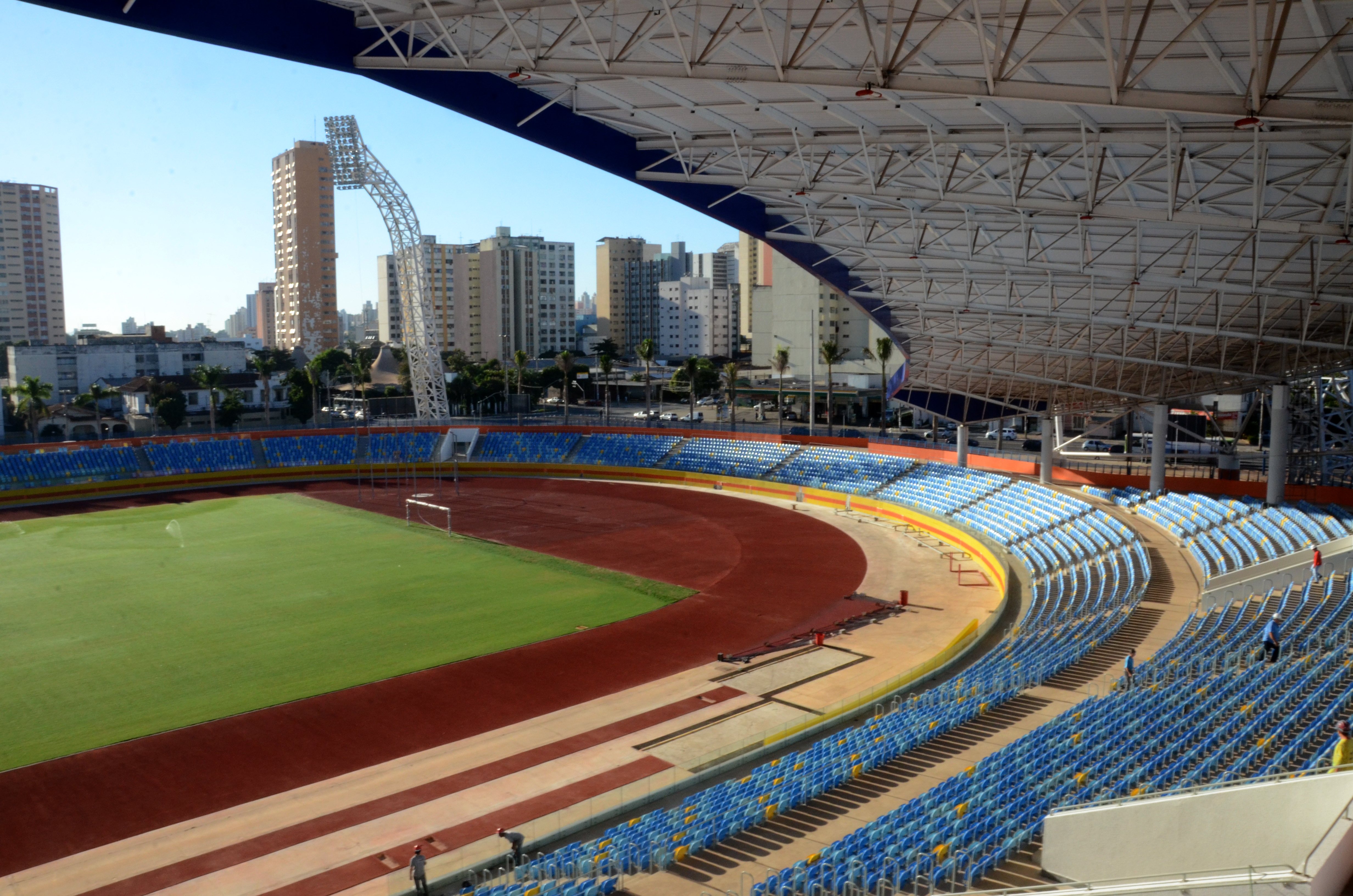
Olímpico (Goiânia)
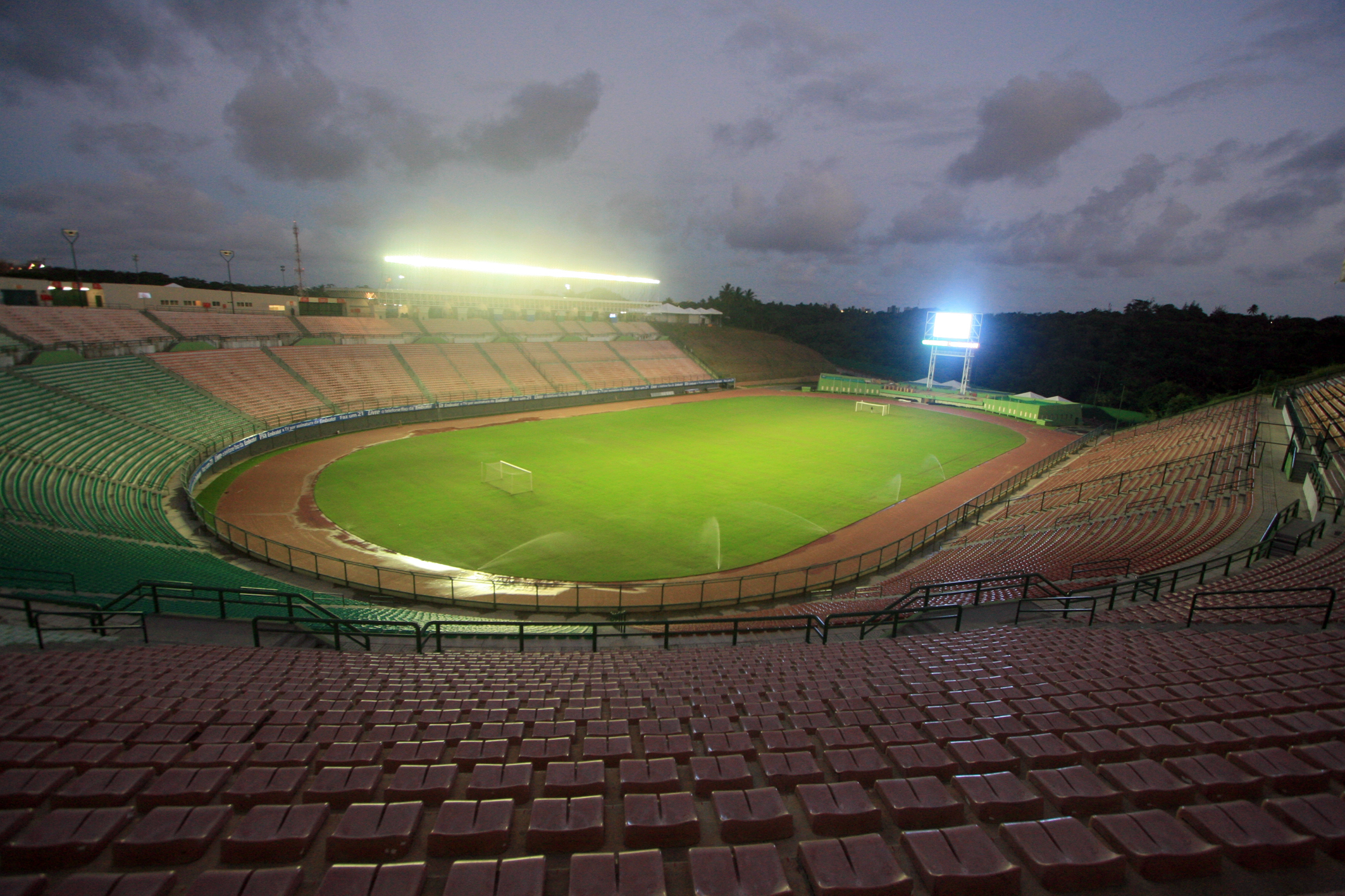
Pituaçu (Salvador)

Ainda foram utilizados o Estádio Silvio Sales (Catanduva), o Centenário (Caxias do Sul) e o OBA (Goiânia).

## Classificação
|  | v d e |

| Pos | Equipes             | Pts | J  | V  | E  | D  | GP | GC | SG  | %  | M       | Classificação ou rebaixamento |
| --- | ------------------- | --- | -- | -- | -- | -- | -- | -- | --- | -- | ------- | ----------------------------- |
| 1   | Atlético Goianiense | 76  | 38 | 22 | 10 | 6  | 60 | 35 | +25 | 67 | Estável | Promovidos à Série A de 2017  |
| 2   | Avaí                | 66  | 38 | 19 | 9  | 10 | 45 | 34 | +11 | 58 | Estável | Promovidos à Série A de 2017  |
| 3   | Vasco da Gama       | 65  | 38 | 19 | 8  | 11 | 54 | 41 | +13 | 57 | 1       | Promovidos à Série A de 2017  |
| 4   | Bahia               | 63  | 38 | 18 | 9  | 11 | 57 | 34 | +23 | 55 | 1       | Promovidos à Série A de 2017  |
| 5   | Náutico             | 60  | 38 | 18 | 6  | 14 | 55 | 43 | +12 | 53 | Estável |                               |
| 6   | Londrina            | 60  | 38 | 16 | 12 | 10 | 40 | 29 | +11 | 53 | Estável |                               |
| 7   | CRB                 | 58  | 38 | 17 | 7  | 14 | 57 | 54 | +3  | 51 | Estável |                               |
| 8   | Criciúma            | 56  | 38 | 16 | 8  | 14 | 49 | 46 | +3  | 49 | 3       |                               |
| 9   | Luverdense          | 55  | 38 | 13 | 16 | 9  | 43 | 39 | +4  | 48 | 1       |                               |
| 10  | Ceará               | 54  | 38 | 14 | 12 | 12 | 49 | 47 | +2  | 47 | 1       |                               |
| 11  | Brasil de Pelotas   | 54  | 38 | 14 | 12 | 12 | 40 | 38 | +2  | 47 | 1       |                               |
| 12  | Vila Nova           | 53  | 38 | 15 | 8  | 15 | 54 | 52 | +2  | 46 | 2       |                               |
| 13  | Goiás               | 50  | 38 | 13 | 11 | 14 | 49 | 48 | +1  | 44 | 1       |                               |
| 14  | Paysandu            | 49  | 38 | 11 | 16 | 11 | 40 | 44 | –4  | 43 | 1       |                               |
| 15  | Paraná              | 41  | 38 | 10 | 11 | 17 | 39 | 55 | –16 | 36 | Estável |                               |
| 16  | Oeste               | 41  | 38 | 8  | 17 | 13 | 32 | 46 | –14 | 36 | Estável |                               |
| 17  | Joinville           | 40  | 38 | 9  | 13 | 16 | 32 | 42 | –10 | 35 | Estável | Rebaixados à Série C de 2017  |
| 18  | Tupi                | 33  | 38 | 8  | 9  | 21 | 40 | 56 | –16 | 29 | 1       | Rebaixados à Série C de 2017  |
| 19  | Bragantino          | 32  | 38 | 8  | 8  | 22 | 30 | 54 | –24 | 28 | 1       | Rebaixados à Série C de 2017  |
| 20  | Sampaio Corrêa      | 27  | 38 | 5  | 12 | 21 | 29 | 57 | –28 | 24 | Estável | Rebaixados à Série C de 2017  |

## Confrontos
|                   | ATG | AVA | BAH | BRG | BPE | CEA | CRB | CRI | GOI | JOI | LON | LUV | NAU | OES | PAR | PAY | SAM | TUP | VAS | VIL |
| ----------------- | --- | --- | --- | --- | --- | --- | --- | --- | --- | --- | --- | --- | --- | --- | --- | --- | --- | --- | --- | --- |
| Atlético-GO       | —   | 3–0 | 2–1 | 1–0 | 1–0 | 2–2 | 1–2 | 1–0 | 4–2 | 1–1 | 1–2 | 2–0 | 3–0 | 1–1 | 2–0 | 2–1 | 4–1 | 5–3 | 2–1 | 2–1 |
| Avaí              | 1–1 | —   | 0–3 | 2–0 | 1–1 | 4–2 | 2–1 | 3–0 | 2–0 | 0–1 | 1–0 | 2–1 | 3–0 | 1–1 | 1–0 | 2–0 | 2–0 | 1–0 | 2–1 | 3–1 |
| Bahia             | 1–1 | 2–1 | —   | 3–2 | 1–0 | 3–1 | 3–0 | 2–0 | 4–2 | 1–0 | 1–2 | 1–0 | 0–0 | 2–0 | 3–0 | 3–0 | 1–0 | 4–0 | 1–0 | 0–1 |
| Bragantino        | 1–2 | 1–0 | 1–0 | —   | 0–2 | 1–1 | 1–2 | 2–0 | 0–1 | 2–0 | 0–1 | 0–1 | 0–1 | 0–0 | 0–1 | 0–0 | 2–1 | 2–1 | 1–2 | 2–2 |
| Brasil de Pelotas | 0–1 | 3–0 | 2–1 | 2–0 | —   | 2–1 | 1–0 | 1–2 | 2–1 | 2–0 | 0–1 | 1–1 | 0–0 | 1–1 | 2–0 | 1–0 | 1–1 | 1–0 | 2–1 | 2–2 |
| Ceará             | 0–1 | 0–0 | 1–0 | 2–0 | 3–0 | —   | 1–1 | 1–0 | 2–1 | 2–1 | 1–0 | 0–0 | 2–1 | 1–0 | 1–1 | 2–2 | 0–1 | 2–1 | 0–0 | 2–3 |
| CRB               | 1–2 | 1–2 | 2–2 | 2–1 | 1–2 | 0–3 | —   | 2–1 | 2–1 | 2–1 | 0–1 | 3–0 | 1–0 | 3–1 | 1–1 | 0–1 | 2–1 | 3–0 | 1–2 | 1–2 |
| Criciúma          | 1–2 | 1–0 | 3–2 | 1–1 | 3–0 | 2–3 | 1–1 | —   | 3–1 | 0–1 | 1–1 | 2–2 | 1–0 | 4–0 | 3–2 | 0–3 | 1–0 | 2–2 | 1–0 | 1–0 |
| Goiás             | 2–2 | 2–0 | 0–2 | 2–1 | 1–1 | 2–0 | 3–0 | 1–1 | —   | 3–2 | 1–1 | 1–1 | 4–2 | 1–1 | 4–0 | 0–0 | 2–1 | 2–1 | 1–1 | 1–2 |
| Joinville         | 0–0 | 0–1 | 1–1 | 1–1 | 1–1 | 1–1 | 1–3 | 0–0 | 2–1 | —   | 1–1 | 1–1 | 0–0 | 0–1 | 1–0 | 0–0 | 2–0 | 1–1 | 0–2 | 4–2 |
| Londrina          | 2–3 | 0–1 | 1–0 | 2–0 | 1–0 | 1–1 | 0–1 | 2–2 | 0–1 | 1–0 | —   | 1–1 | 1–0 | 3–0 | 1–1 | 0–0 | 1–1 | 1–0 | 0–1 | 1–0 |
| Luverdense        | 3–2 | 1–1 | 2–2 | 4–0 | 1–0 | 2–0 | 0–0 | 2–1 | 1–0 | 1–1 | 2–1 | —   | 2–1 | 0–1 | 3–2 | 3–1 | 0–0 | 2–1 | 1–1 | 0–2 |
| Náutico           | 2–1 | 3–1 | 0–0 | 1–1 | 2–0 | 1–0 | 1–3 | 0–1 | 1–0 | 2–0 | 0–2 | 1–0 | —   | 0–2 | 5–1 | 3–1 | 5–0 | 1–0 | 3–1 | 3–2 |
| Oeste             | 0–1 | 0–0 | 1–1 | 1–3 | 1–1 | 1–1 | 2–1 | 1–0 | 1–2 | 0–2 | 1–1 | 1–1 | 0–0 | —   | 3–3 | 1–0 | 1–0 | 0–0 | 1–1 | 1–3 |
| Paraná            | 0–0 | 0–0 | 0–0 | 4–1 | 0–2 | 1–1 | 5–3 | 1–2 | 2–0 | 1–0 | 2–1 | 1–2 | 1–2 | 2–1 | —   | 0–0 | 1–0 | 0–2 | 0–1 | 1–2 |
| Paysandu          | 0–0 | 1–0 | 2–1 | 3–0 | 1–1 | 2–0 | 2–2 | 1–2 | 1–1 | 1–0 | 0–0 | 2–1 | 1–3 | 1–1 | 1–1 | —   | 2–1 | 0–3 | 3–1 | 2–2 |
| Sampaio Corrêa    | 0–1 | 1–2 | 0–0 | 0–0 | 1–1 | 2–3 | 1–1 | 1–0 | 0–0 | 1–2 | 1–3 | 2–0 | 4–3 | 1–1 | 1–2 | 0–0 | —   | 3–1 | 0–4 | 0–3 |
| Tupi              | 1–0 | 1–1 | 2–1 | 0–1 | 1–1 | 2–1 | 3–4 | 0–2 | 0–1 | 1–2 | 1–1 | 0–0 | 1–4 | 0–1 | 2–0 | 5–1 | 1–1 | —   | 2–2 | 1–0 |
| Vasco da Gama     | 2–0 | 0–0 | 4–3 | 2–1 | 2–0 | 2–1 | 1–2 | 2–1 | 1–0 | 2–0 | 1–0 | 1–1 | 3–2 | 3–2 | 1–2 | 0–2 | 1–1 | 1–0 | —   | 1–2 |
| Vila Nova         | 0–0 | 1–2 | 0–1 | 3–1 | 3–1 | 3–4 | 1–2 | 2–3 | 1–1 | 2–1 | 1–2 | 0–0 | 0–2 | 1–0 | 0–0 | 2–2 | 1–0 | 1–0 | 0–2 | —   |

| Vitória do mandante; Vitória do visitante; Empate. | Em negrito os jogos "clássicos". |

## Desempenho por rodada
Clubes que lideraram o campeonato ao final de cada rodada:
| Rodadas | Rodadas | Rodadas | Rodadas | Rodadas | Rodadas | Rodadas | Rodadas | Rodadas | Rodadas | Rodadas | Rodadas | Rodadas | Rodadas | Rodadas | Rodadas | Rodadas | Rodadas | Rodadas | Rodadas | Rodadas | Rodadas | Rodadas | Rodadas | Rodadas | Rodadas | Rodadas | Rodadas | Rodadas | Rodadas | Rodadas | Rodadas | Rodadas | Rodadas | Rodadas | Rodadas | Rodadas | Rodadas |
| ------- | ------- | ------- | ------- | ------- | ------- | ------- | ------- | ------- | ------- | ------- | ------- | ------- | ------- | ------- | ------- | ------- | ------- | ------- | ------- | ------- | ------- | ------- | ------- | ------- | ------- | ------- | ------- | ------- | ------- | ------- | ------- | ------- | ------- | ------- | ------- | ------- | ------- |
| 1       | 2       | 3       | 4       | 5       | 6       | 7       | 8       | 9       | 10      | 11      | 12      | 13      | 14      | 15      | 16      | 17      | 18      | 19      | 20      | 21      | 22      | 23      | 24      | 25      | 26      | 27      | 28      | 29      | 30      | 31      | 32      | 33      | 34      | 35      | 36      | 37      | 38      |
| VAS     | VAS     | VAS     | VAS     | VAS     | VAS     | VAS     | VAS     | VAS     | VAS     | VAS     | VAS     | VAS     | VAS     | VAS     | VAS     | VAS     | VAS     | VAS     | VAS     | VAS     | VAS     | VAS     | VAS     | VAS     | VAS     | VAS     | VAS     | ATG     | ATG     | ATG     | ATG     | ATG     | ATG     | ATG     | ATG     | ATG     | ATG     |

Clubes que ficaram na última posição do campeonato ao final de cada rodada:
| Rodadas | Rodadas | Rodadas | Rodadas | Rodadas | Rodadas | Rodadas | Rodadas | Rodadas | Rodadas | Rodadas | Rodadas | Rodadas | Rodadas | Rodadas | Rodadas | Rodadas | Rodadas | Rodadas | Rodadas | Rodadas | Rodadas | Rodadas | Rodadas | Rodadas | Rodadas | Rodadas | Rodadas | Rodadas | Rodadas | Rodadas | Rodadas | Rodadas | Rodadas | Rodadas | Rodadas | Rodadas | Rodadas |
| ------- | ------- | ------- | ------- | ------- | ------- | ------- | ------- | ------- | ------- | ------- | ------- | ------- | ------- | ------- | ------- | ------- | ------- | ------- | ------- | ------- | ------- | ------- | ------- | ------- | ------- | ------- | ------- | ------- | ------- | ------- | ------- | ------- | ------- | ------- | ------- | ------- | ------- |
| 1       | 2       | 3       | 4       | 5       | 6       | 7       | 8       | 9       | 10      | 11      | 12      | 13      | 14      | 15      | 16      | 17      | 18      | 19      | 20      | 21      | 22      | 23      | 24      | 25      | 26      | 27      | 28      | 29      | 30      | 31      | 32      | 33      | 34      | 35      | 36      | 37      | 38      |
| SAM     | SAM     | SAM     | SAM     | SAM     | SAM     | SAM     | TUP     | SAM     | SAM     | SAM     | SAM     | SAM     | TUP     | SAM     | SAM     | SAM     | SAM     | SAM     | SAM     | SAM     | SAM     | SAM     | SAM     | SAM     | SAM     | SAM     | SAM     | SAM     | SAM     | SAM     | SAM     | SAM     | SAM     | SAM     | SAM     | SAM     | SAM     |

## Estatísticas
| Gols | Jogador       | Time                |
| ---- | ------------- | ------------------- |
| 15   | Bill          | Ceará               |
| 13   | Felipe Garcia | Brasil de Pelotas   |
| 13   | Nenê          | Vasco da Gama       |
| 12   | Rômulo        | Avaí                |
| 11   | Gustavo       | Criciúma            |
| 11   | Hernane       | Bahia               |
| 11   | Léo Gamalho   | Goiás               |
| 11   | Rony          | Náutico             |
| 10   | Júnior Viçosa | Atlético Goianiense |

| Total[carece de fontes?] | Jogador       | Time          |
| ------------------------ | ------------- | ------------- |
| 9                        | Nádson        | Paraná        |
| 9                        | Nenê          | Vasco da Gama |
| 8                        | Jean Carlos   | Vila Nova     |
| 8                        | Roberto       | Criciúma      |
| 7                        | Gérson Magrão | CRB           |

### Hat-tricks
| Jogador         | Clube         | Adversário        | Placar | Data           | Ref.   |
| --------------- | ------------- | ----------------- | ------ | -------------- | ------ |
| Nenê            | Vasco da Gama | Sampaio Corrêa    | 4–0    | 14 de maio     | [ 33 ] |
| William         | Avaí          | Ceará             | 4–2    | 28 de maio     | [ 34 ] |
| Bill            | Ceará         | Brasil de Pelotas | 3–0    | 14 de junho    | [ 35 ] |
| Hugo Cabral     | Luverdense    | Bragantino        | 4–0    | 27 de agosto   | [ 36 ] |
| Vinícius        | Náutico       | Paysandu          | 3–1    | 17 de setembro | [ 37 ] |
| Welinton Júnior | CRB           | Tupi              | 4–3    | 8 de novembro  | [ 38 ] |

## Maiores públicos
Estes são os dez maiores públicos do Campeonato:
| Nº | Público[PP] | Mandante       | Placar | Visitante      | Estádio          | Data           | Rodada | Ref.   |
| -- | ----------- | -------------- | ------ | -------------- | ---------------- | -------------- | ------ | ------ |
| 1  | 55 445      | Ceará          | 0–0    | Vasco da Gama  | Arena Castelão   | 2 de agosto    | 19ª    | [ 39 ] |
| 2  | 49 259      | Vasco da Gama  | 2–1    | Ceará          | Maracanã         | 26 de novembro | 38ª    | [ 40 ] |
| 3  | 44 042      | Bahia          | 3–2    | Bragantino     | Arena Fonte Nova | 19 de novembro | 37ª    | [ 41 ] |
| 4  | 35 658      | Bahia          | 1–0    | Sampaio Corrêa | Arena Fonte Nova | 8 de novembro  | 35ª    | [ 42 ] |
| 5  | 35 023      | Bahia          | 1–0    | Vasco da Gama  | Arena Fonte Nova | 3 de setembro  | 23ª    | [ 43 ] |
| 6  | 28 938      | Paysandu       | 3–1    | Vasco da Gama  | Mangueirão       | 4 de outubro   | 29ª    | [ 44 ] |
| 7  | 28 297      | Sampaio Corrêa | 0–4    | Vasco da Gama  | Castelão         | 14 de maio     | 1ª     | [ 45 ] |
| 8  | 27 177      | Bahia          | 3–1    | Ceará          | Arena Fonte Nova | 29 de outubro  | 33ª    | [ 46 ] |
| 9  | 22 973      | Náutico        | 0–2    | Oeste          | Arena Pernambuco | 26 de novembro | 38ª    | [ 47 ] |
| 10 | 22 856      | Náutico        | 1–0    | Ceará          | Arena Pernambuco | 15 de outubro  | 31ª    | [ 48 ] |

- PP. ^ Considera-se apenas o público pagante.

## Menores públicos
Estes são os dez menores públicos do Campeonato:
| Nº | Público[PP] | Mandante          | Placar | Visitante           | Estádio         | Data           | Rodada | Ref.   |
| -- | ----------- | ----------------- | ------ | ------------------- | --------------- | -------------- | ------ | ------ |
| 1  | 88          | Oeste             | 0–1    | Atlético Goianiense | Silvio Salles   | 13 de maio     | 1ª     | [ 49 ] |
| 2  | 102         | Tupi              | 0–2    | Criciúma            | Mario Helênio   | 4 de outubro   | 29ª    | [ 50 ] |
| 3  | 158         | Tupi              | 3–4    | CRB                 | Mario Helênio   | 8 de novembro  | 35ª    | [ 51 ] |
| 4  | 170         | Tupi              | 1–4    | Náutico             | Mario Helênio   | 19 de novembro | 37ª    | [ 52 ] |
| 5  | 179         | Tupi              | 1–0    | Vila Nova           | Mario Helênio   | 29 de outubro  | 33ª    | [ 53 ] |
| 6  | 245         | Tupi              | 1–1    | Sampaio Corrêa      | Mario Helênio   | 22 de outubro  | 32ª    | [ 54 ] |
| 7  | 270         | Bragantino        | 0–1    | Londrina            | Nabi Abi Chedid | 26 de novembro | 38ª    | [ 55 ] |
| 8  | 298         | Brasil de Pelotas | 0–0    | Náutico             | Centenário      | 21 de junho    | 11ª    | [ 56 ] |
| 9  | 326         | Brasil de Pelotas | 2–1    | Bahia               | Centenário      | 24 de junho    | 12ª    | [ 57 ] |
| 10 | 356         | Bragantino        | 0–0    | Oeste               | Nabi Abi Chedid | 5 de novembro  | 34ª    | [ 58 ] |

- PP. ^ Considera-se apenas o público pagante.

## Médias de público
Estas são as médias de público dos clubes no Campeonato. Considera-se apenas os jogos da equipe como mandante e o público pagante:
| Pos. | Time                | Média  | Total   | Mandos[PF] | Maior  | Menor |
| ---- | ------------------- | ------ | ------- | ---------- | ------ | ----- |
| 1    | Bahia               | 17 201 | 326 816 | 19         | 44 042 | 6 496 |
| 2    | Ceará               | 11 079 | 210 510 | 19         | 55 445 | 1 075 |
| 3    | Paysandu            | 8 902  | 169 143 | 19         | 28 938 | 3 896 |
| 4    | Vasco da Gama       | 6 877  | 130 655 | 19         | 49 259 | 1 689 |
| 5    | Náutico             | 6 745  | 128 148 | 19         | 22 973 | 939   |
| 6    | Avaí                | 5 949  | 113 040 | 19         | 15 139 | 1 717 |
| 7    | CRB                 | 5 813  | 110 448 | 19         | 9 305  | 1 374 |
| 8    | Atlético Goianiense | 5 145  | 97 755  | 19         | 16 356 | 631   |
| 9    | Londrina            | 4 927  | 93 619  | 19         | 13 318 | 1 761 |
| 10   | Vila Nova           | 4 494  | 85 390  | 19         | 11 074 | 1 330 |
| 11   | Sampaio Corrêa      | 4 451  | 84 575  | 19         | 28 297 | 421   |
| 12   | Joinville           | 4 215  | 75 861  | 18         | 8 794  | 1 534 |
| 13   | Criciúma            | 4 080  | 77 526  | 19         | 10 050 | 1 702 |
| 14   | Goiás               | 3 816  | 72 505  | 19         | 13 344 | 1 001 |
| 15   | Brasil de Pelotas   | 2 808  | 53 354  | 19         | 5 211  | 298   |
| 16   | Paraná              | 2 193  | 41 661  | 19         | 6 046  | 598   |
| 17   | Oeste               | 1 574  | 29 911  | 19         | 3 883  | 88    |
| 18   | Tupi                | 1 161  | 22 050  | 19         | 11 317 | 102   |
| 19   | Luverdense          | 1 024  | 19 455  | 19         | 4 048  | 575   |
| 20   | Bragantino          | 1 001  | 19 026  | 19         | 3 219  | 270   |

- PF. ^ Jogos com portões fechados não são considerados.

## Mudança de técnicos
| Clube          | Antecessor         | Motivo    | Data           | Última partida                   | Rod | Pos | Sucessor                     | Ref.           |
| -------------- | ------------------ | --------- | -------------- | -------------------------------- | --- | --- | ---------------------------- | -------------- |
| Oeste          | Roberto Fonseca    | Demitido  | 16 de maio     | Oeste 0–1 Atlético-GO            | 1ª  | 14º | Fernando Diniz               | [ 60 ]         |
| Sampaio Corrêa | Dejan Petković     | Demitido  | 19 de maio     | Moto Club 2–1 Sampaio Corrêa[MA] | 1ª  | 20º | Wagner Lopes[a1]             | [ 61 ] [ 62 ]  |
| Bragantino     | Léo Condé          | Resignado | 22 de maio     | Bragantino 0–1 Luverdense        | 2ª  | 19º | Toninho Cecílio[a2]          | [ 63 ] [ 64 ]  |
| Vila Nova      | Rogério Mancini    | Resignado | 4 de junho     | Vila Nova 0–0 Paraná             | 6ª  | 17º | Guilherme Alves[a3]          | [ 65 ] [ 66 ]  |
| Paysandu       | Dado Cavalcanti    | Resignado | 7 de junho     | Paysandu 1–3 Náutico             | 7ª  | 18º | Gilmar Dal Pozzo[a4]         | [ 67 ] [ 68 ]  |
| Tupi           | Ricardo Drubscky   | Demitido  | 8 de junho     | Tupi 0–1 Oeste                   | 7ª  | 19º | Estevam Soares               | [ 69 ] [ 70 ]  |
| Goiás          | Enderson Moreira   | Demitido  | 8 de junho     | Goiás 0–2 Bahia                  | 7ª  | 17º | Léo Condé[a5]                | [ 71 ] [ 72 ]  |
| Paraná         | Claudinei Oliveira | Demitido  | 13 de junho    | Náutico 5–1 Paraná               | 8ª  | 13º | Marcelo Martelotte[a6]       | [ 73 ] [ 74 ]  |
| Bahia          | Doriva             | Demitido  | 19 de junho    | Bahia 1–2 Londrina               | 10ª | 5º  | Guto Ferreira[a7]            | [ 75 ] [ 76 ]  |
| Bragantino     | Toninho Cecílio    | Demitido  | 26 de junho    | Criciúma 1–1 Bragantino          | 12ª | 18º | Marcelo Veiga[a2]            | [ 77 ] [ 78 ]  |
| Joinville      | Hemerson Maria     | Demitido  | 28 de junho    | Joinville 1–3 CRB                | 13ª | 18º | Lisca[a8]                    | [ 79 ] [ 80 ]  |
| Paysandu       | Gilmar Dal Pozzo   | Demitido  | 30 de julho    | Paysandu 2–2 Vila Nova           | 18ª | 15º | Dado Cavalcanti[a4]          | [ 81 ] [ 82 ]  |
| Sampaio Corrêa | Wagner Lopes       | Demitido  | 2 de agosto    | Atlético-GO 4–1 Sampaio Corrêa   | 18ª | 20º | Flávio Araújo                | [ 83 ] [ 84 ]  |
| Avaí           | Silas              | Demitido  | 20 de agosto   | Avaí 0–3 Bahia                   | 20ª | 15º | Claudinei Oliveira[a9]       | [ 85 ] [ 86 ]  |
| Goiás          | Léo Condé          | Demitido  | 3 de setembro  | Brasil de Pelotas 2–1 Goiás      | 23ª | 16º | Gilson Kleina                | [ 87 ] [ 88 ]  |
| Náutico        | Alexandre Gallo    | Demitido  | 4 de setembro  | Sampaio Corrêa 4–3 Náutico       | 23ª | 8º  | Givanildo Oliveira           | [ 89 ] [ 90 ]  |
| Joinville      | Lisca              | Demitido  | 16 de setembro | Vasco da Gama 2–0 Joinville      | 26ª | 19º | Ramon Menezes                | [ 91 ] [ 92 ]  |
| Tupi           | Estevam Soares     | Demitido  | 19 de setembro | Oeste 0–0 Tupi                   | 26ª | 18º | Ricardinho                   | [ 93 ] [ 94 ]  |
| Paraná         | Marcelo Martelotte | Demitido  | 25 de setembro | Paraná 1–2 Náutico               | 27ª | 14º | Roberto Fernandes            | [ 95 ] [ 96 ]  |
| Bragantino     | Marcelo Veiga      | Resignado | 25 de outubro  | Ceará 2–0 Bragantino             | 32ª | 17º | Estevam Soares               | [ 97 ] [ 98 ]  |
| Tupi           | Ricardinho         | Resignado | 9 de novembro  | Tupi 3–4 CRB                     | 35ª | 19º | Júlio Cirico                 | [ 99 ] [ 100 ] |
| Sampaio Corrêa | Flávio Araújo      | Demitido  | 14 de novembro | Sampaio Corrêa 1–3 Londrina      | 36ª | 20º | Vinícius Saldanha (interino) | [ 101 ]        |
| Paraná         | Roberto Fernandes  | Demitido  | 16 de novembro | Paraná 1–2 Criciúma              | 36ª | 15º | Fernando Miguel              | [ 102 ]        |

- MA. ^  Partida válida pelo Campeonato Maranhense.
- A1 ^ Arlindo Maracanã comandou o Sampaio Corrêa interinamente na 2ª e 3ª rodada.[103][104]
- A2 ^  Alberto Félix comandou o Bragantino interinamente na 3ª e 13ª rodada.[105][106]
- A3 ^  Cuca comandou o Vila Nova interinamente da 7ª à 9ª rodada.[107][108][109]
- A4 ^ Rogerinho comandou o Paysandu interinamente na 8ª e 19ª rodada.[110][111]
- A5 ^ Danny Sérgio comandou o Goiás interinamente na 8ª rodada.[112]
- A6 ^  Fernando Miguel comandou o Paraná interinamente na 9ª rodada.[113]
- A7 ^  Aroldo Moreira comandou o Bahia interinamente na 11ª e 12ª rodada.[114][115]
- A8 ^  Fabinho Santos comandou o Joinville interinamente na 14ª rodada.[80]
- A9 ^ Evando Camillato comandou o Avaí interinamente na 21ª rodada.[116]

## Premiação
| Campeonato Brasileiro 2016 Série B            |
| Goiás                                         |
| --------------------------------------------- |
| Atlético Clube Goianiense Campeão (1º título) |